# Mike Adenuga
Michael Adeniyi Agbolade Ishola Adenuga Jr född 29 april 1953, är en nigeriansk industriman, och den näst rikaste personen i Nigeria efter Aliko Dangote. Hans företag, Globacom är Nigerias näst-största teleoperatör.